# Ariane à ventre roux
Saucerottia castaneiventris
Espèce
Statut de conservation UICN

 NT  : Quasi menacé
Statut CITES
L’Ariane à ventre roux (Saucerottia castaneiventris) est une espèce de colibris de la sous-famille des Trochilinae.

## Distribution
L’Ariane à ventre roux est endémique de la Colombie. En danger critique d’extinction, cette espèce n’est présente qu’en quelques localités seulement.

Carte de répartition de l'espèce

## Référence
(en) « Neotropical Birds Online », Cornell Lab of Ornithology, 25 juillet 2011